# Пеячевич, Дора
До́ра Пея́чевич (хорв. Dora Pejačević; 10 сентября 1885, Будапешт — 5 марта 1923, Мюнхен) — хорватская композитор, представитель знатного старинного хорватского рода графов Пеячевичей. Дочь бана Хорватии Теодора Пеячевича.

## Биография
Дора Пеячевич родилась в 1885 году в Будапеште в семье хорватского графа Теодора Пеячевича и венгерской аристократки Лилии Вай де Вайя. Её мать была неплохой пианисткой и с раннего детства занималась с дочерью музыкой. С 12 лет Дора начала сама писать музыку. В юности она брала уроки у известных музыкантов своего времени: в Загребе с ней занимался скрипкой Вацлав Гумл, теорией, композицией и оркестровкой — Чирил Юнек и Драгутин Кайзер, в Дрездене она занималась композицией под руководством Перси Шервуда, в Мюнхене ей давали уроки Вальтер Курвуазье (композиция) и Генри Петри (скрипка). Была знакома с многими видными деятелями культуры своего времени — особенно тесные дружеские связи установились у неё, начиная с 1914 года, с писателем Карлом Краусом (Пеячевич положила на музыку ряд его стихотворений, была преданной читательницей его журнала, под его влиянием увлеклась левой публицистикой в диапазоне от Александра Герцена до Карла Каутского; Краус воспел Пеячевич в нескольких стихотворениях).
С началом Первой мировой войны удалилась в родовой замок в Нашице и посвятила себя заботе о раненых. В 1921 году вышла замуж за Оттомара фон Лумбе, двумя годами позже умерла в Мюнхене от осложнений после трудных родов. Похоронена в фамильном замке Пеячевичей в Нашице.
Биографии Доры Пеячевич посвящён последний фильм известного режиссёра Звонимира Берковича «Графиня Дора» (Kontesa Dora, 1993 год).

## Творчество
Дора Пеячевич считается одним из крупнейших хорватских композиторов. Она автор 58 произведений, написанных главным образом в позднеромантическом стиле.
Центральное произведение в наследии Пеячевич — Симфония фа-диез минор (1916—1917), впервые исполненная в Дрездене 10 февраля 1920 г. (дирижёр Эдвин Линднер), — считается первой современной симфонией в хорватской музыке. Ей принадлежат также концерт и концертная фантазия для фортепиано с оркестром, ряд камерных ансамблей (фортепианный квинтет, фортепианный квартет, фортепианное трио, два струнных квартета), две скрипичных и одна виолончельная сонаты, различные фортепианные пьесы, песни (в том числе на слова Фридриха Ницше, Райнера Марии Рильке, Рикарды Хух).